# Dendrophthora obliqua
Dendrophthora obliqua är en sandelträdsväxtart som först beskrevs av Karel Presl, och fick sitt nu gällande namn av Delbert Wiens. Dendrophthora obliqua ingår i släktet Dendrophthora och familjen sandelträdsväxter. Inga underarter finns listade i Catalogue of Life.